# Gle Ceue
Gle Ceue är en kulle i Indonesien.   Den ligger i provinsen Aceh, i den västra delen av landet, 1 800 km nordväst om huvudstaden Jakarta. Toppen på Gle Ceue är 65 meter över havet.
Terrängen runt Gle Ceue är varierad. Havet är nära Gle Ceue åt sydväst.Runt Gle Ceue är det tätbefolkat, med 286 invånare per kvadratkilometer. Närmaste större samhälle är Banda Aceh, 10,1 km nordost om Gle Ceue. 